# Route nationale 250
Pour les articles homonymes, voir Route 250.
La route nationale 250 est une route nationale française reliant actuellement l'A 660 à la Teste-de-Buch (RD 259).
Avant 2006, elle allait de Bordeaux à Arcachon. Elle a été numérotée RN 650 de Bordeaux à Facture avant la réforme de 1973. En 2006, le tronçon de Bordeaux à l'échangeur 2 de l'A660 et celui de la Teste-de-Buch (RD 259) à Arcachon ont été déclassés en RD 1250.

## De Bordeaux à Arcachon

### De Bordeaux à Facture (D 1250)
- Bordeaux (km 0)
- Pessac (km 4)
- L'Alouette, commune de Pessac
- Toctoucau, commune de Cestas
- Pierroton, commune de Cestas
- Castillonville, commune de Cestas
- Croix-d'Hins, commune de Marcheprime
- Marcheprime (km 26)
- Facture, commune de Biganos (km 38)
- A 660  2

### De la Hume à la Teste-de-Buch (N 250)
- A 660
- La Hume
- La Teste-de-Buch (km 57)

### De la Teste-de-Buch à Arcachon (D 1250)
- La Teste-de-Buch (km 57)
- Arcachon (km 60)

## Tracé
|          | Communes                   | Km          | Description | Déclassement(s)         | Sens                |
| -------- | -------------------------- | ----------- | --- | ----------------------- | ------------------- |
|          | Bordeaux                   | 0           | Carrefour avec les boulevards | Cours Maréchal Gallieni |                     |
|          | Bordeaux                   | 0.5         | Carrefour avec la rue Thérésia Cabbarus | Cours Maréchal Gallieni | Bordeaux - Arcachon |
|          | Bordeaux                   | 0.5         | Carrefour avec la rue du XIV Juillet et la rue Quentin | Cours Maréchal Gallieni | Arcachon - Bordeaux |
|          | Bordeaux                   | 0.9         | Carrefour avec la rue des Arts et la rue Redeuilh | Cours Maréchal Gallieni |                     |
|          | Talence                    | 1.1         | Giratoire avec l'avenue de la Gare vers la Direction Générale des Hôpitaux et la Gare SNCF et avec le chemin Pomerol                                               | Cours Maréchal Gallieni |                     |
|          | Talence                    | 1.3         | Giratoire avec la rue du Tauzia vers les hôpitaux Pellegrin et Charles Perrens, et avec l'avenue de la Mission Haut-Brion vers Talence et le domaine universitaire | Cours Maréchal Gallieni |                     |
|          | Talence                    | 1.9         | Carrefour avec la rue Marcel Sembat | Avenue Jean Jaurès      |                     |
| (3,9 m.) | Pessac                     | 2.8         | Passage sous la ligne de ceinture de Bordeaux | Avenue Jean Jaurès      |                     |
|          | Pessac                     | 3.0         | Carrefour avec l'avenue Dr Nancel Pénard vers Mérignac, Rocade | Avenue Jean Jaurès      |                     |
|          | Pessac                     | 3.6         | Carrefour avec la rue du pont de Chiquet vers le domaine universitaire (itinéraire interdit aux véhicules de plus de 2,9 m. de hauteur)                            | Avenue Jean Jaurès      |                     |
|          | Pessac                     | 3.8         | Carrefour avec la rue de Chateaubriand vers Talence, Gradignan, le domaine universitaire                                                                           | Avenue Jean Jaurès      |                     |
|          | Pessac                     | 4.1         | Carrefour avec la rue André Pujol vers Saige (itinéraire interdit aux véhicules de plus de 1,9 m. de hauteur)                                                      | Avenue Jean Jaurès      |                     |
|          | Pessac                     | 4.2         | Carrefour avec la rue Gambetta | Avenue Pasteur          | Bordeaux - Arcachon |
|          | Pessac                     | 4.7         | Giratoire avec la rue Larouillat et la rue du Professeur Sabrazes                                                                                                  | Avenue Pasteur          |                     |
|          | Pessac                     | 5.2         | Carrefour avec l'avenue des Aciéries vers le stade nautique | Avenue Pasteur          |                     |
|          | Pessac                     | 5.3         | Carrefour avec l'avenue Sainte-Marie vers Mérignac et l'avenue de la Forge (hauteur limitée à 4m.)                                                                 | Avenue Pasteur          |                     |
|          | Pessac                     | 5.6         | Carrefour avec la rue Condillac vers Mérignac et le lycée Pape Clément                                                                                             | Avenue Pasteur          |                     |
|          | Pessac                     | 5.9         | Carrefour avec la rue Maréchal Foch | Avenue Pasteur          |                     |
|          | Pessac                     | 6.7         | Carrefour avec la D 107 vers l'aéroport, la Rocade et Mérignac et l'avenue du Haut-Lévêque vers l'hôpital éponyme                                                  | Avenue Pasteur          |                     |
|          | Pessac                     | 6.9         | Carrefour avec la rue de Locramo | D 1250                  |                     |
|          | Pessac                     | 7.2         | Carrefour avec la rue Léon Morin | D 1250                  |                     |
|          | Pessac                     | 7.4         | Carrefour avec la rue Félix Faure | D 1250                  | Bordeaux - Arcachon |
|          | Pessac                     | 7.7         | Carrefour avec l'avenue de la Californie vers Cap de Bos et l'avenue Saint-Hubert                                                                                  | D 1250                  |                     |
|          | Pessac                     | 8.8         | Giratoire avec l'avenue des Provinces et la rue Paul-Émile Victor (hauteur limitée à 2,4 m.)                                                                       | D 1250                  |                     |
|          | Pessac                     | 9.6         | Carrefour avec la rue de la Poudrière vers le golf de Pessac et avec la D 214 vers Arcachon, Bayonne (par autoroute), Cestas                                       | D 1250                  |                     |
|          | Pessac                     | 11.1        | Giratoire avec la D 214E2 | D 1250                  |                     |
|          | Pessac                     | 11.2        | Sortie de Pessac | D 1250                  |                     |
|          | Cestas                     | 13.1        | Entrée dans Toctoucau | D 1250                  |                     |
|          | Cestas                     | 13.9        | Giratoire avec l'avenue des prés de Toctoucau | D 1250                  |                     |
|          | Cestas                     | 14.6        | Carrefour avec l'avenue Georges Pelletier | D 1250                  |                     |
|          | Cestas                     | 15.0        | Giratoire avec la rue Brunet et le chemin des Pins Francs | D 1250                  |                     |
|          | Cestas                     | 15.2        | Sortie de Toctoucau | D 1250                  |                     |
|          | Cestas                     | 16.5        | Entrée dans Pierroton | D 1250                  |                     |
|          | Cestas                     | 17.2        | Giratoire avec la D 211 vers Saint-Jean-d'Illac, l'aéroport de Mérignac, Saucats et l' A63                                                                         | D 1250                  |                     |
|          | Cestas                     | 17.4        | Faible densité d'habitations | D 1250                  |                     |
|          | Cestas                     | 18.1        | Sortie de Pierroton | D 1250                  |                     |
|          | Marcheprime                | 21.8        | Traversée de Croix d'Hins | D 1250                  |                     |
|          | Marcheprime                | 22.9        | Sortie de Croix d'Hins | D 1250                  |                     |
|          | Marcheprime                | 24.3        | Entrée dans Marcheprime | D 1250                  |                     |
|          | Marcheprime                | 25.1        | Giratoire avec l'avenue Léon Delagrange et l'allée Daniel Brettes                                                                                                  | D 1250                  |                     |
|          | Marcheprime                | 25.7        | Double giratoire avec la rue de la Libération et l'avenue de la Pinède                                                                                             | D 1250                  |                     |
|          | Marcheprime                | 26.1        | Giratoire avec la D 5 vers Lacanau, Blagon, Le Barp et l' A63 | D 1250                  |                     |
|          | Marcheprime                | 26.5        | Giratoire avec la rue de la Possession et la rue de la Gare | D 1250                  |                     |
|          | Marcheprime                | 26.9        | Sortie de Marcheprime | D 1250                  |                     |
|          | Marcheprime                | 28.0        | Traversée de Biard | D 1250                  |                     |
|          | Marcheprime                | 28.7        | Sortie de Biard | D 1250                  |                     |
|          | Biganos                    | 30.5        | Entrée dans Les Argentières | D 1250                  |                     |
|          | Biganos                    | 31.3        | Sortie des Argentières | D 1250                  |                     |
|          | Biganos                    | 35.0        | Présence de maisons et d'un giratoire dangereux | D 1250                  |                     |
|          | Biganos                    | 35.7        | Giratoire avec les D 3E11 et D 3E13 vers Mios, Salles, l' A63 ainsi que Bordeaux et Arcachon via l'autoroute                                                       | D 1250                  |                     |
|          | De Biganos à Gujan-Mestras | 35.0 - 49.8 | Tronçon sans existence officielle depuis la construction de l'autoroute A660                                                                                       | D 3 - A660              |                     |
|          | Gujan-Mestras              | 49.8        | Giratoire avec la D 652 vers Gujan-Mestras, La Hume, Sanguinet et Biscarrosse et l' A660 vers Bayonne et Bordeaux                                                  | N 250                   |                     |
|          | La Teste-de-Buch           | 51.7        | Giratoire avec l'avenue Frédéric de Candale et le boulevard de l'Industrie                                                                                         | N 250                   |                     |
|          | La Teste-de-Buch           | 52.8        | Giratoire avec la D 112 vers La Teste-de-Buch et Cazaux | N 250                   |                     |
| Sortie   | La Teste-de-Buch           | 53.9        | D 259 vers Biscarrosse, Dune du Pilat | N 250                   |                     |
|          | La Teste-de-Buch           | 55.4        | Giratoire avec la rue de l'Oustalet | N 250                   |                     |
| Sortie   | La Teste-de-Buch           | 56.0        | D 217 vers La Teste-centre, Pyla-sur-Mer et Le Moulleau-Abatilles                                                                                                  | D 1250                  |                     |
|          | La Teste-de-Buch           | 58.2        | Giratoire avec la rue Lagrua, la D 1251 vers L'Aiguillon et le chemin de Camicas                                                                                   |                         |                     |
|          | Arcachon                   | 58.7        | Entrée dans Arcachon |                         |                     |
|          | Arcachon                   | 59.0        | Fin de la route ; giratoire avec l'avenue de la Libération et la rue Albert 1er                                                                                    |                         |                     |